# Millidgea navicula
Millidgea navicula là một loài nhện trong họ Linyphiidae.
Loài này thuộc chi Millidgea. Millidgea navicula được George Hazelwood Locket miêu tả năm 1968.